# James Packer
James Packer (* 8. September 1967) ist ein australischer Unternehmer und Multimilliardär. Laut Forbes gehört Packer mit einem Vermögen von 3,5 Milliarden US-Dollar (2018) zu den zehn reichsten Australiern.

## Leben
James Packer ist der Enkel des Medienunternehmers Sir Frank Packer (1906–1974) und einziger Sohn des Medienunternehmers Kerry Packer, der bis 2005 als wohlhabendster Mann Australiens galt. Von diesem übernahm er die Leitung des Kasinobetriebes Crown Limited, eine der größten Glücksspiel- und Unterhaltungsfirmen Australiens. Packer war des Weiteren in der Geschäftsleitung von Publishing and Broadcasting sowie von Consolidated Media tätig, an der er bedeutende Anteile hält.
2000 investierte James Packer in das australische Telekommunikationsunternehmen „One.Tel“ und „Open Telecommunications“. Neben den Familien Packer und Murdoch investierten noch kleinere Anleger. James Packer und Lachlan Murdoch, beide Erben großer australischer Vermögen, saßen im Vorstand als nicht leitende Direktoren. „One.Tel“ ging Juli 2001 pleite.
2017 bestätigte der israelische Innenminister, dass Packer sich um eine Aufenthaltsgenehmigung und Staatsbürgerschaft Israels bemüht habe, was für Packer erhebliche steuerliche Vorteile mit sich bringen würde. 2018 ermittelte die israelische Polizei wegen des Verdachts illegaler Schenkungen gegen Packer und den Hollywood-Produzenten und ehemaligen israelischen Geheimagenten Arnon Milchan, da diese Premierminister Benjamin Netanyahu und seiner Frau Sara Netanyahu über Jahre Geschenke im Wert mehrerer hunderttausend Schekel hätten zukommen lassen.
Packer erbte von seinem Vater die Megayacht Arctic. Er war mit dem Model Erica Baxter ab 2007 verheiratet und hat mit ihr drei Kinder. 2013 trennte sich das Ehepaar. 2016 beendete er seine Verlobung mit der Popsängerin Mariah Carey nur wenige Wochen vor der Hochzeit, ließ sich mit „mentalen Problemen“ in die psychiatrische Anstalt McLean Hospital’s in Boston einliefern und zog sich von allen seinen Verpflichtungen zurück.